# Ordem de São Miguel
A Ordem de São Miguel é uma ordem militar francesa, criada pelo rei Luís XI de França na cidade de Amboise no dia 1 de agosto de 1466.
A sua criação foi uma resposta a criação da borgonhesa Ordem do Tosão de Ouro. O rei de França atribuiu-a ao longo da sua vida a vários cavaleiros num total de 36 atribuições. Estes cavaleiros para a receberem tinham de prestar juramento de fidelidade ao rei.
A quando da criação desta ordem, a mesma foi alojada na Abadia de Mont-Saint-Michel, embora algum tempo depois tenha sido mudada para a abadia de Santa Capilla de Vincennes. Mais tarde, durante o reinado de Luís XIV de França, foi transferida para os Cordeliers em Paris.
Este facto de proximidade permitiu ao rei criar um rede de fidelidade que já não se encontrava directamente marcada pela pelos ditames da relação feudal entre os cavaleiros, grandes senhores feudais e a casa real.

Os cavaleiros ostentavam um colar em ouro com pequenas conchas unidas por elos que culminava num medalhão com a representação do arcanjo São Miguel matando o dragão.

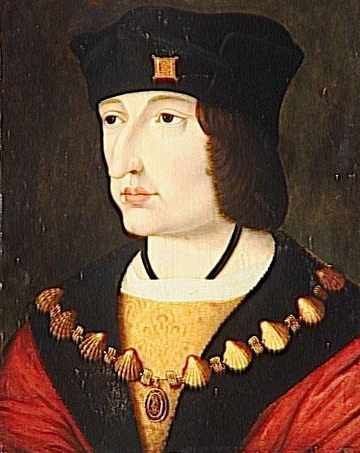
Carlos VIII da França, Filho de Luís XI de França, que usava o colar da Ordem de São Miguel.

A partir de 1560 e durante os anos conturbados da Guerras de Religião Francesa, o limite de apenas 36 membros desaparece e a ordem passa a admitir cortesãos, alguns dos quais nem sequer eram soldados ou tinham feito algo de valor em prol da pátria, pelo que ordem perdeu muito do valor pelo que inicialmente era atribuída.
Com a criação, pelo rei Henrique III de França, da Ordem do Espírito Santo em 1578, os estatutos desta previam que somente 100 cavaleiros deviam ser membros da Ordem de São Miguel, pondo em segundo plano esta ordem.
A partir do reinado de Luís XIV de França, o título da ordem passa a ser concedido a escritores, artistas e magistrados. Nesta altura só em ocasiões muito especiais é que era acompanhada pelo respectivo colar, sendo este substituído por uma facha preta, facto deu levou a que a ordem também passasse a ser conhecida pelo nome de “cordão negro”. O Medalhão foi substituído por uma cruz de ouro esmaltada.
Em 1791 a ordem foi extinta, sendo de novo restaurada por ordem do rei Luís XVIII de França em 1814, para voltar a ser extinta de forma permanente em 1830.